# Dekmanca
Dekmanca – wieś w Słowenii, w gminie Bistrica ob Sotli. W 2018 roku liczyła 109 mieszkańców.